# André Lwoff

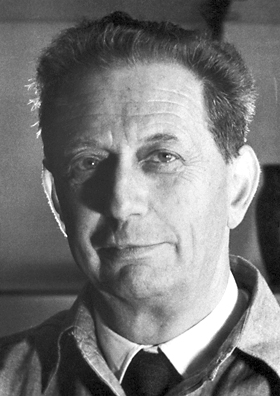
André Lwoff

André Michel Lwoff (* 8. Mai 1902 in Ainay-le-Château; † 30. September 1994 in Paris) war ein französischer Mikrobiologe, Molekularbiologe und Virologe. 1965 erhielt er zusammen mit François Jacob und Jacques Monod den Nobelpreis für Physiologie oder Medizin „für ihre Entdeckungen auf dem Gebiet der genetischen Kontrolle der Synthese von Enzymen und Viren“.

## Leben
Lwoff war der Sohn einer Künstlerin und eines Psychiaters, die beide russische Ursprünge hatten. Er besuche das Lycée Voltaire in Paris und studierte ab 1920 Naturwissenschaften und Medizin an der Medizinischen Fakultät der Sorbonne. Ab 1921 forschte er auch an der Meeresforschungsstation Roscoff, wo seine Zusammenarbeit mit Edouard Chatton begann. Er befasste sich vor allem mit Wimpertierchen (Ernährung, Taxonomie u. a.). Mit 19 Jahren trat er dem Institut Pasteur bei. 1927 wurde er in Medizin promoviert und 1932 in Biologie (Recherche biochimique sur la nutrition des protozoaires). 1936 ging er mit einem Rockefeller-Stipendium an das Kaiser-Wilhelm-Institut für Medizinische Forschung nach Heidelberg zu Otto Meyerhof und 1937 an die Universität Cambridge zu David Keilin. Ab 1929 war er Laborleiter am Institut Pasteur. 1959 bis 1968 war er Professor für Mikrobiologie an der Sorbonne.
Er befasste sich mit Viren (Bakteriophagen, Poliovirus) und Bakterien. Den Nobelpreis erhielt er für die Erklärung der Lysogenie von Bakteriophagen: sie bauen ihre DNA in Bakterien ein, die Reproduktion kann aber erst sehr viel später zum Beispiel durch UV-Licht (wie Lwoff zeigte) ausgelöst werden. 1962 führte er eine Taxonomie der Viren ein.
Ab 1950 war Francois Jacob in seinem Labor.
1955 wurde Lwoff in die National Academy of Sciences, 1958 in die American Academy of Arts and Sciences, 1967 in die American Philosophical Society und 1976 in die Académie des sciences gewählt. 1960 erhielt er die Leeuwenhoek-Medaille der Royal Society, die Keilin-Medaille der British Biochemical Society und den Prix Charles-Léopold Mayer. Im Jahr 1970 wurde er zum Mitglied der Leopoldina gewählt, und er war auswärtiges Mitglied der Royal Society. 1947 wurde er Ritter der Ehrenlegion.
1962 bis 1970 war Lwoff erster Präsident der Federation of European Microbiological Societies, deren Lwoff Award nach ihm benannt ist.
Seinen Namen trägt auch das Bakterium Acinetobacter lwoffii (Gattung Acinetobacter).
Er war ein Gegner der Todesstrafe und unterstützte die Verteidigung (durch Robert Badinter) von Patrick Henry 1977, einem Mörder, dem damals noch die Todesstrafe drohte.
Er arbeitete viel mit seiner Frau Marguerite (1905–1979) zusammen, die auch Biologin war.

## Schriften
- The concept of virus. In: J. Gen. Microbiol. Band 17, 1957, S. 239–253.